# Guiche (Pyrénées-Atlantiques)
Guiche település Franciaországban, Pyrénées-Atlantiques megyében. Lakosainak száma 1054 fő (2022. január 1.). Guiche Urt, Hastingues, Saint-Laurent-de-Gosse, Sainte-Marie-de-Gosse, Bardos és Sames községekkel határos.

## Népesség
A település népességének változása:
| Lakosok száma | 949  | 951  | 992  | 970  | 979  | 1001 | 1006 | 1033 | 1054 |
|               | 2013 | 2015 | 2016 | 2017 | 2018 | 2019 | 2020 | 2021 | 2022 |